# 貢德人
貢德人（英語：Gondi people或Gond people），又稱岡德人，南亞印度少數民族，主要分佈於印度中部。多數使用貢德語，屬達羅毗荼語系貢德語族，也有許多人使用周圍其他民族的語言。主要信仰為印度教及泛靈信仰。主要從事農業，栽培玉米、水稻、油菜、棉花等作物。20世紀尚行刀耕火種，兼事狩獵採集。擁有豐富的傳統藝術及歷史悠久的口傳文學。盛行聘娶勞役、交換婚和私奔婚；交表婚也相當普遍。

## 民族分佈、人口與語言

### 民族分佈
貢德人主要分布於印度中部地區，橫跨中央邦、北方邦、比哈爾邦、賈坎德邦、奥迪沙邦、安得拉邦、泰倫加納邦、馬哈拉施特拉邦、恰蒂斯加爾邦，少數分布於東部西孟加拉邦與阿薩姆邦、南部卡納塔克邦以及西部古吉拉特邦等地區。

### 人口
根據人口普查報告，1971年貢德人口為4,728,796人，1991年約930萬人，2001將近1100萬人，迄今已超過1400萬人。

### 語言
貢德人主要使用的語言為貢德語，但有各種不同的貢德方言，其中一部分彼此不易聽懂；另一些貢德人已經喪失自己的語言，轉而使用當地佔統治地位的語言，如印地語和馬拉提語，少數則使用泰盧固語、歐利亞語及阿薩姆語等。

## 地理環境

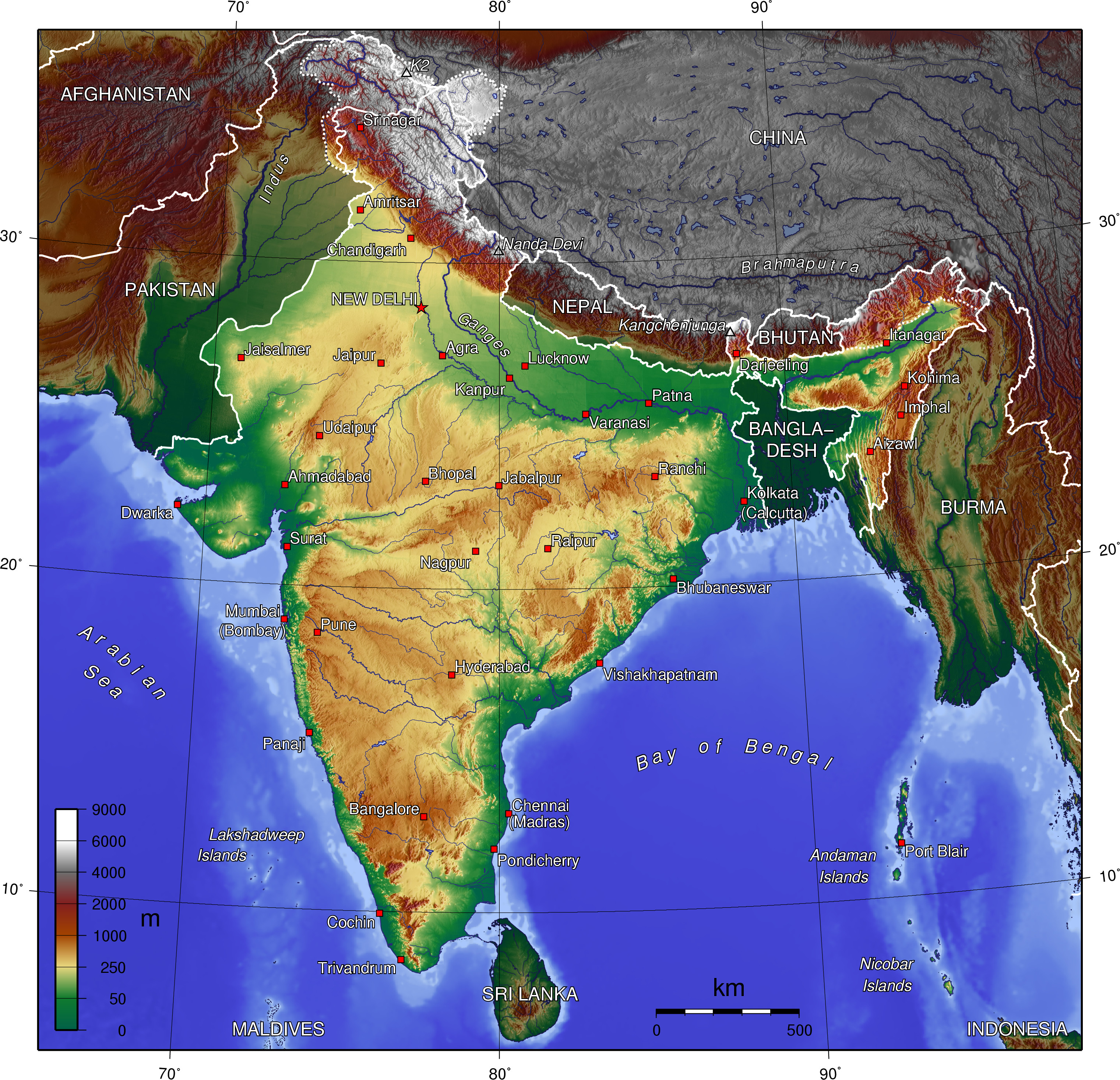
印度地形圖

貢德人主要居住於印度中部的德干高原。

### 地形
德干高原為世界最大的熔岩台地，屬於岡瓦那大陸的一部分。地勢西高東低，發源於此的河流多向東南方流，注入孟加拉灣。

### 氣候
德干高原屬於典型熱帶季風氣候，東西兩側雨量豐富，但高原東西緣的水氣分別受到東高止山脈及西高止山脈阻擋，高原內部高溫少雨，以灌木和高草為主要地貌。

## 歷史沿革
貢德人9至13世紀定居於贡德瓦纳地区（今日中央邦東部），16至18世紀建立貢德王朝，統治印度中部的四個王國，葛哈-曼德拉（Garha-Mandla）、卡爾拉（Kherla）、德沃加爾（Deogarh）、昌達（Chanda），並建造為數眾多的堡壘、宮殿、寺廟、池塘。1690年，蒙兀兒王朝衰落後，貢德人也掌控了摩臘婆地區。英國殖民時期貢德人為了挑戰殖民政權，與英國發生多次戰爭。

## 社會、家庭與婚姻
貢德人有明確的父系及族長氏族制度，施行氏族外婚，並視族內通婚為亂倫。貢德人會以動植物為氏族命名，亦即所謂的圖騰制度。除了氏族外婚規定之外，氏族並無其他重要功能。
貢德人的婚姻型態普遍為交表婚及一夫多妻制，並施行妻姊妹婚和夫兄弟婚。

## 產業與生活

### 產業
貢德人主要的產業型態為農業。貢德人最初為狩獵採集者，後來轉為採用輪耕技術，它不只是一種農業型態，更是一種生活方式。輪耕不需要利用役畜，同時也讓耕種者有較多閒暇時間進行捕魚狩獵等活動。但政府因為輪耕會破壞森林，而迫使多數貢德人轉為犁田或梯田耕作。

## 信仰與習俗

### 信仰
貢德人主要信仰印度教，部份則屬於泛靈信仰。

### 習俗
貢德人的節慶多半與農業及生命週期（出生、結婚、生病、死亡）相關。祭典的犧牲與祭品由村裡祭司或家族長老負責，犧牲與祭品的種類則視祭拜的神而定。

## 藝術與文學

### 藝術

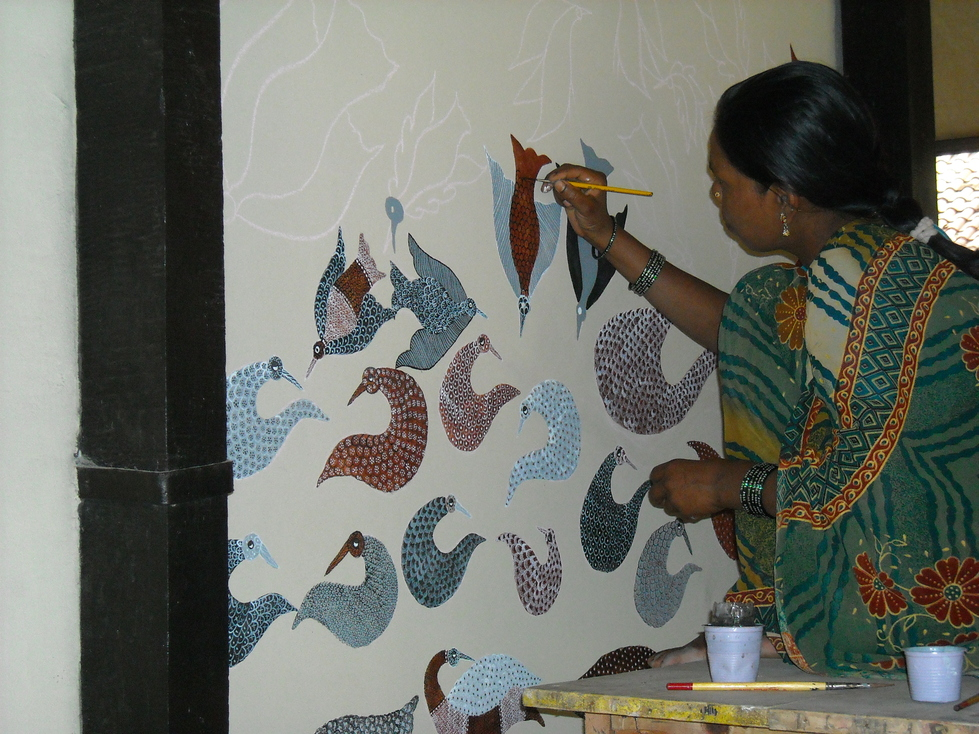
貢德人繪製壁畫

貢德人擁有豐富的傳統藝術，包含陶藝、籃子編織、身體刺青、地板漆畫、壁畫等。
貢德傳統繪畫風格可追溯至中石器時代的洞窟壁畫，靈感多源自其泛靈信仰，無論山河石頭或樹，皆有靈魂存在，因此，一切都是神聖的，貢德人藉由繪畫表達對萬物的敬畏之心。雖然大多數貢德繪畫靈感取於大自然，但繪畫題材也汲取自神話和印度傳說及部落的日常生活。

### 文學
貢德人擁有歷史悠久的口傳文學。貢德世襲吟遊詩人稱為普拉漢（Pardhan），他們傳承著貢德人的傳說故事和神話，以及稱頌民族英雄凌果（Lingo）的英雄史詩 

## 著名人士
- Raja Chakradhar Singh（英语：Raja Chakradhar Singh） – 賴加爾土邦（英语：Raigarh State）統治者
- Urmila Singh（英语：Urmila Singh） – 政治家，曾任喜馬偕爾邦首長
- Raje Ambrishrao Raje Satyawan Rao Atram（英语：Raje Ambrishrao Raje Satyawan Rao Atram） – 政治家
- Ramvichar Netam（英语：Ramvichar Netam） – 政治家
- Arvind Netam（英语：Arvind Netam） – 政治家
- Dalpat Singh Paraste（英语：Dalpat Singh Paraste） – 政治家
- Komaram Bheem（英语：Komaram Bheem） – 自由鬥士
- Jangarh Singh Shyam（英语：Jangarh Singh Shyam） – 藝術家
- Venkat Shyam（英语：Venkat Shyam） – 藝術家
- Bhajju Shyam（英语：Bhajju Shyam） – 藝術家